# Sletta
Sletta este o localitate din comuna Østre Toten, provincia Oppland, Norvegia, cu o suprafață de 0,34 km² și o populație de 302 locuitori (2013).